# John Saxby
John Saxby (Brighton, 1821 – 1913) è stato un ingegnere inglese.

## Biografia
Nato a Brighton John Saxby divenne apprentista carpentiere della società ferroviaria London Brighton and South Coast Railway.
L'attività di Saxby si espletò presto nel campo della sicurezza e del segnalamento delle ferrovie con l'invenzione, nel 1856, di un sistema di collegamento di sicurezza dei dispositivi di stazione quali scambi e segnali. Il dispositivo da lui inventato, che ne porta il nome, interconnetteva, a prova di errore, tutti i comandi degli enti di stazione interessanti la circolazione dei treni.
Il suo primo sistema venne installato nel bivio Bricklayers'_Arms, presso la Old Kent Road nel sud di Londra; consisteva di 8 segnali semaforici e di 6 coppie di posti di comando della via in entrata e in uscita dalla London bridge Station e dai vicini scali merci collegati a un posto centralizzato.
Nel 1856 Saxby iniziò a lavorare ad Haywards Heath costruendo apparecchi di segnalamento ed entrò in partnership con John Stinson Farmer nel 1862. Come Saxby and Farmer si occuparono della costruzione degli apparati nella sede di Kilburn a Londra. 
Nel 1868 la società produsse il primo sistema di semafori stradali al mondo per la George Street di Londra su disegno dell'ingegnere della South-Eastern Railway, John Peake Knight.
Nel 1875 l'azienda produsse il suo primo freno meccanico che, collegando i freni di ogni veicolo insieme, ne potenziava il risultato. 
Nel 1878, il figlio James costruì in Francia, a Creil nell'Oise, la prima fabbrica di dispositivi per la segnalazione e sicurezza ferroviaria. 
La partnership Saxby-Farmer si sciolse nel 1888 e l'anno dopo la sezione francese entrò a far parte della John Saxby Ltd. 
Nel 1901 la compagnia fondata da Saxby si fuse con diverse tra le concorrenti dando inizio alla Westinghouse Brake and Signal Company Ltd. La sezione francese divenne parte della United Technologies Corporation, filiale del gruppo OTIS, negli anni 1970. Successivamente, nel 1985, l'azienda è stata rilevata dal gruppo Jeumont-Schneider.

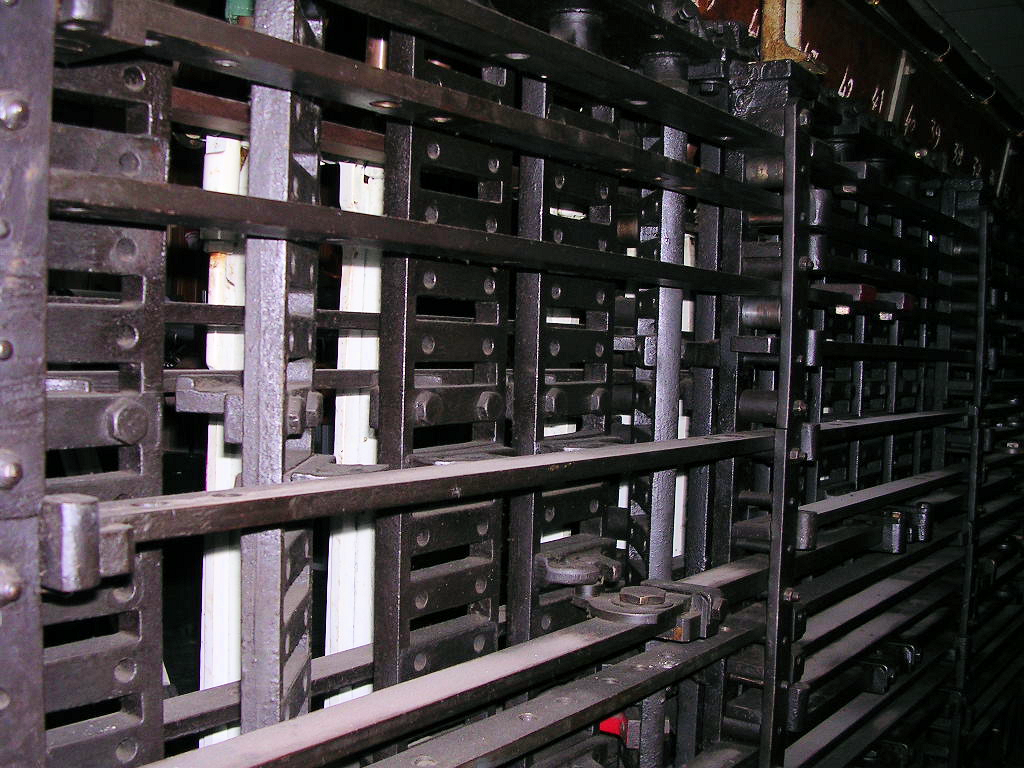
Sistema di bloccaggio di sicurezza Saxby, preservato in Francia, Stazione di Nîmes

John Saxby morì ad Hassocks in Sussex il 22 aprile 1913. Una targa nella stazione di Brighton ne ricorda la memoria.

## Brevetto
La sua invenzione fu brevettata in Lussemburgo il 12 ottobre 1888 con n. 1041 .